# A2-es autópálya (Ausztria)
Az A2-es autópálya (németül Süd Autobahn) az egyik legrégebbi és a leghosszabb autópálya Ausztriában. Bécsből indul, és Grazon keresztül halad Klagenfurtig, ahonnan nem messze csatlakozik az olasz és a szlovén gyorsforgalmi úthálózathoz. A csatlakozó olasz autópályával együtt „Alpok–Adria-autópályának” is hívják. Az autópálya kapcsolatot teremt Olaszország, Délnyugat-Európa és Kelet-Közép-Európa országai között, emiatt nyáron rendkívül megnő a nyaralóforgalom. Az autópálya emellett fontos szerepet tölt be Magyarország nyugati része és Olaszország közti közúti kapcsolat tekintetében.

## Története

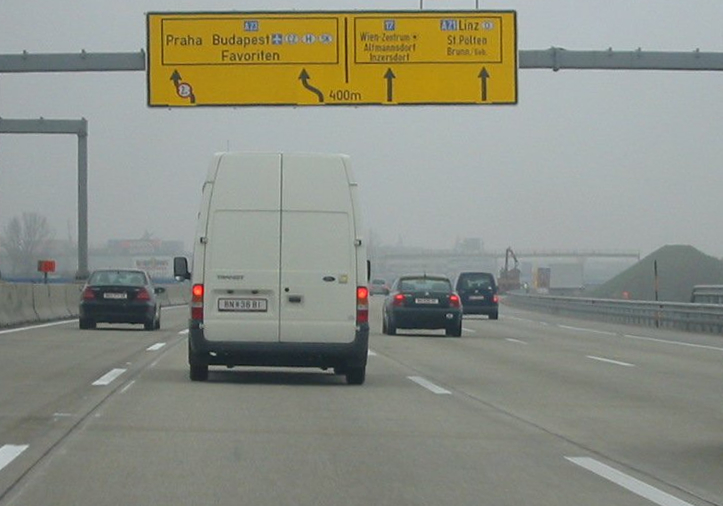
A vösendorfi csomópont felújítás alatt

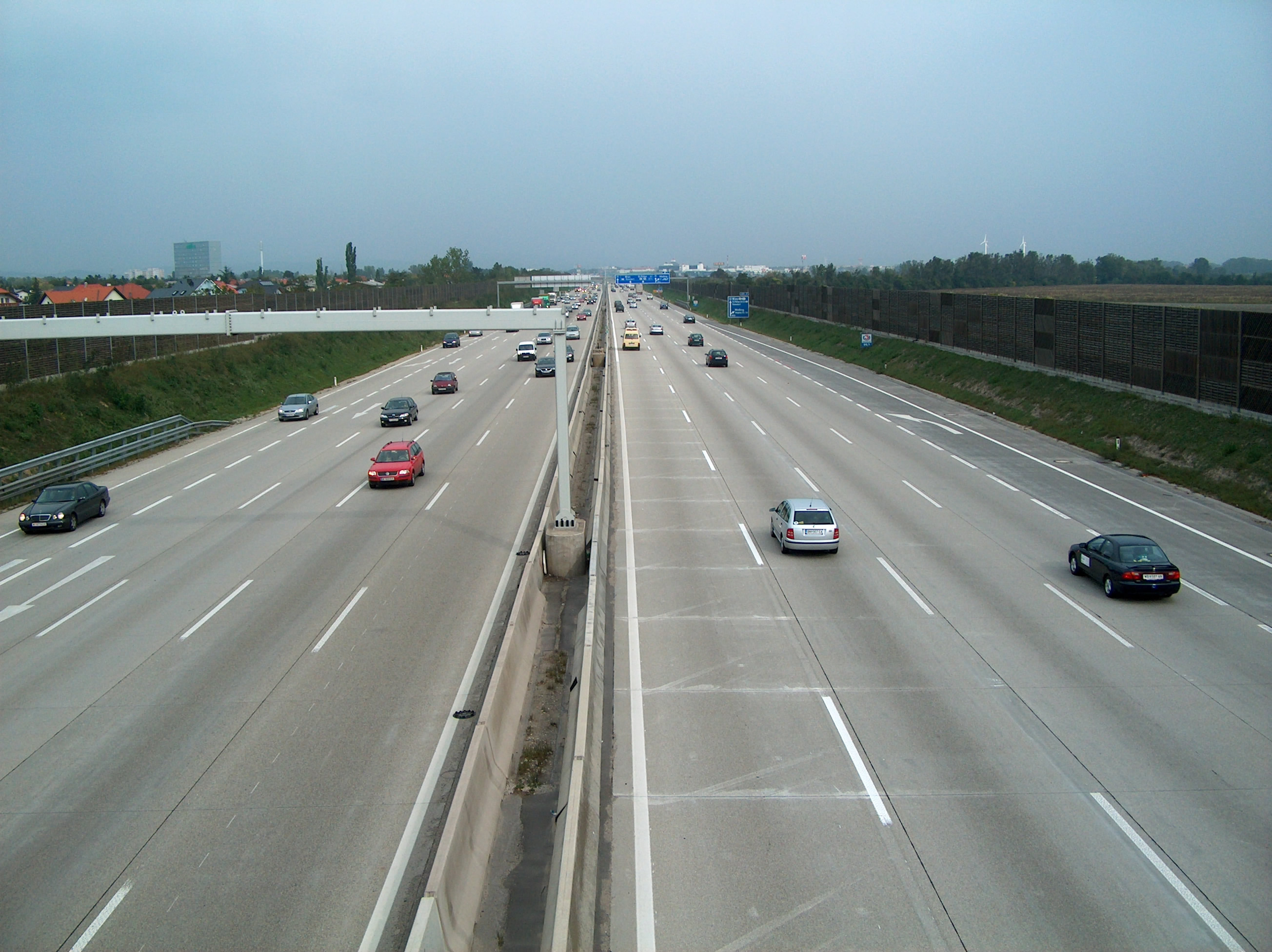
Az út Mödlingnél

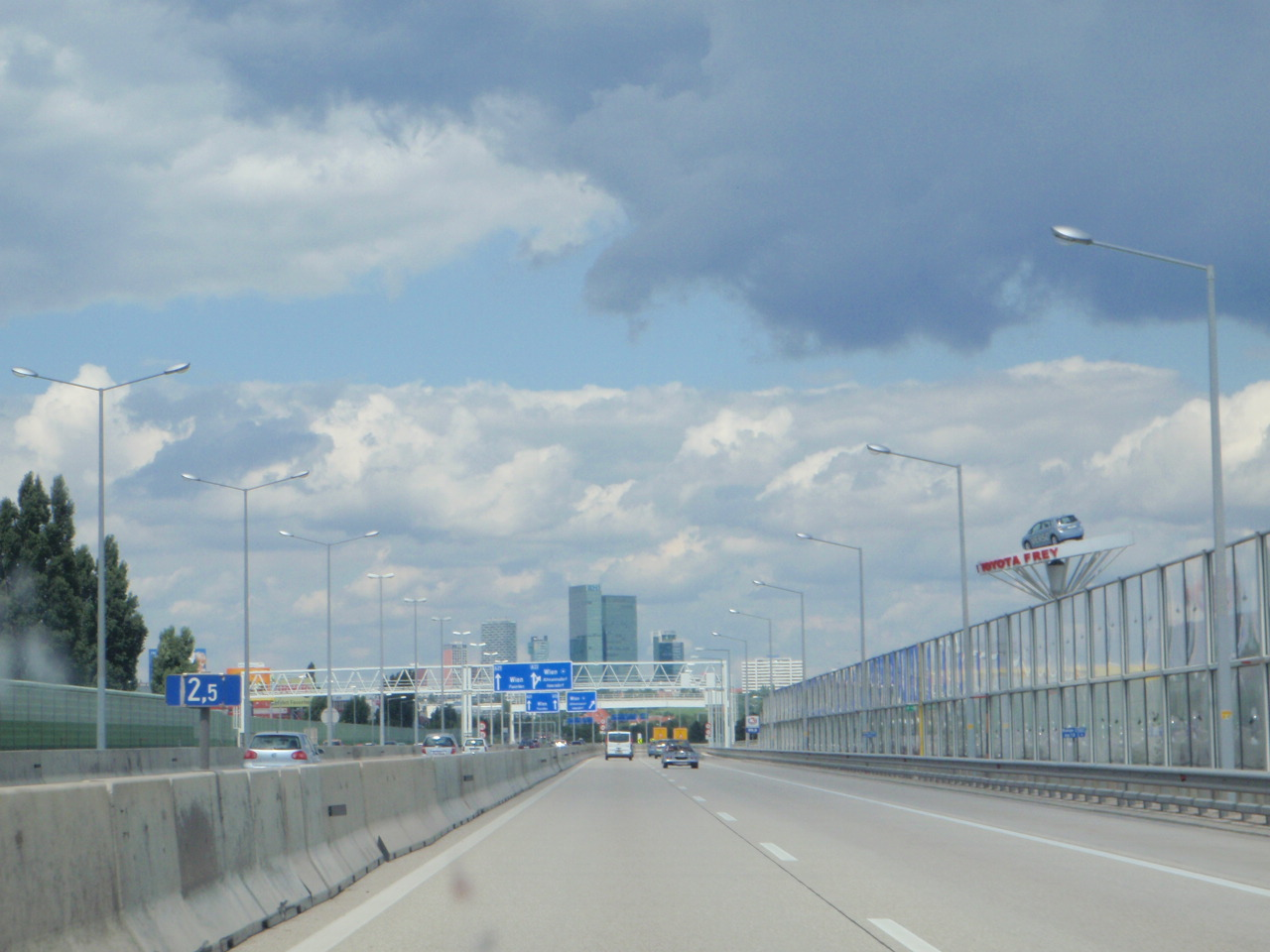
Az A2-es autópálya Bécs felé vezető szakasza, a 2,5 km-nél, háttérben a Twin-Tower-rel

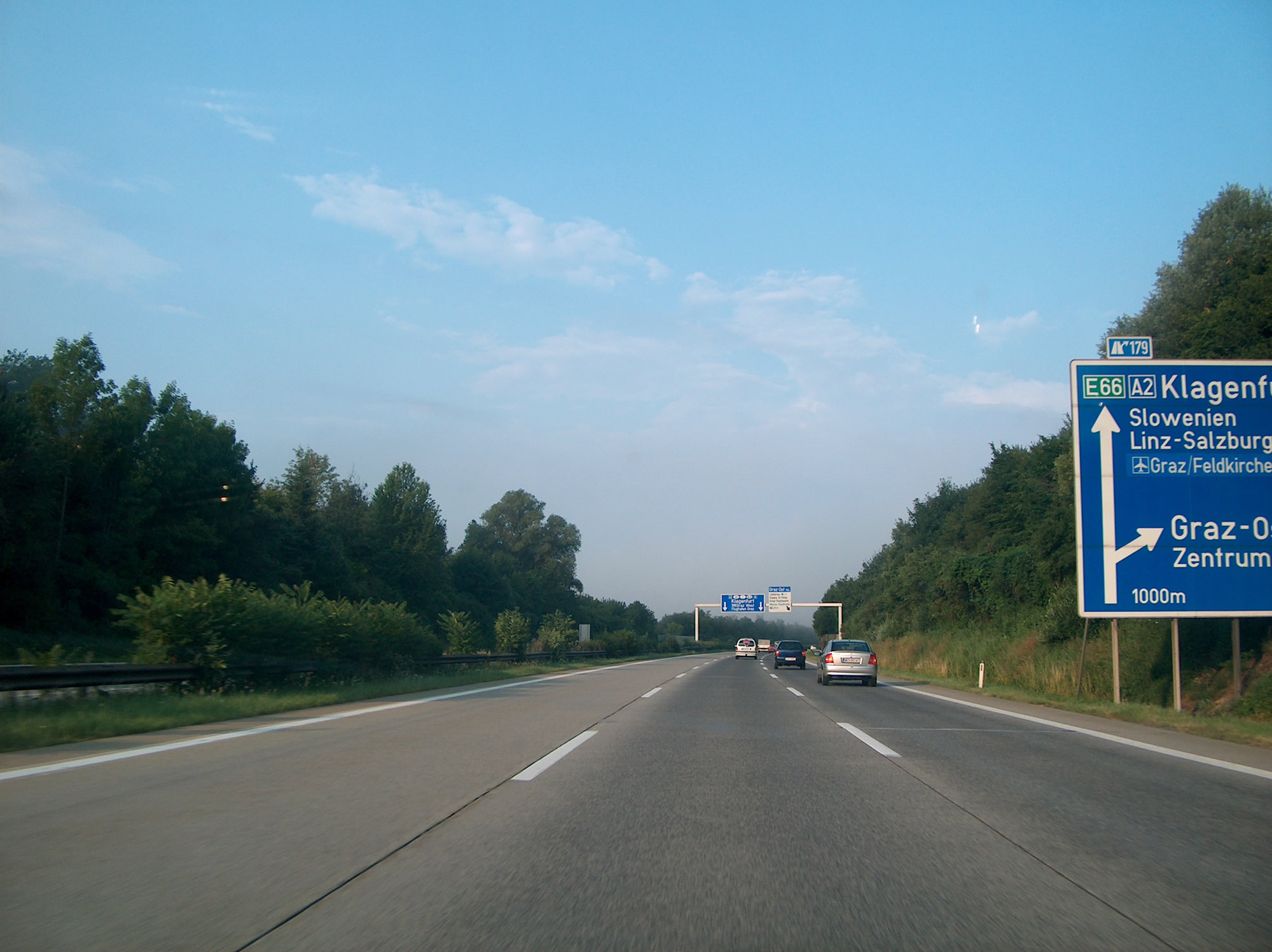
Az A2-es Graznál

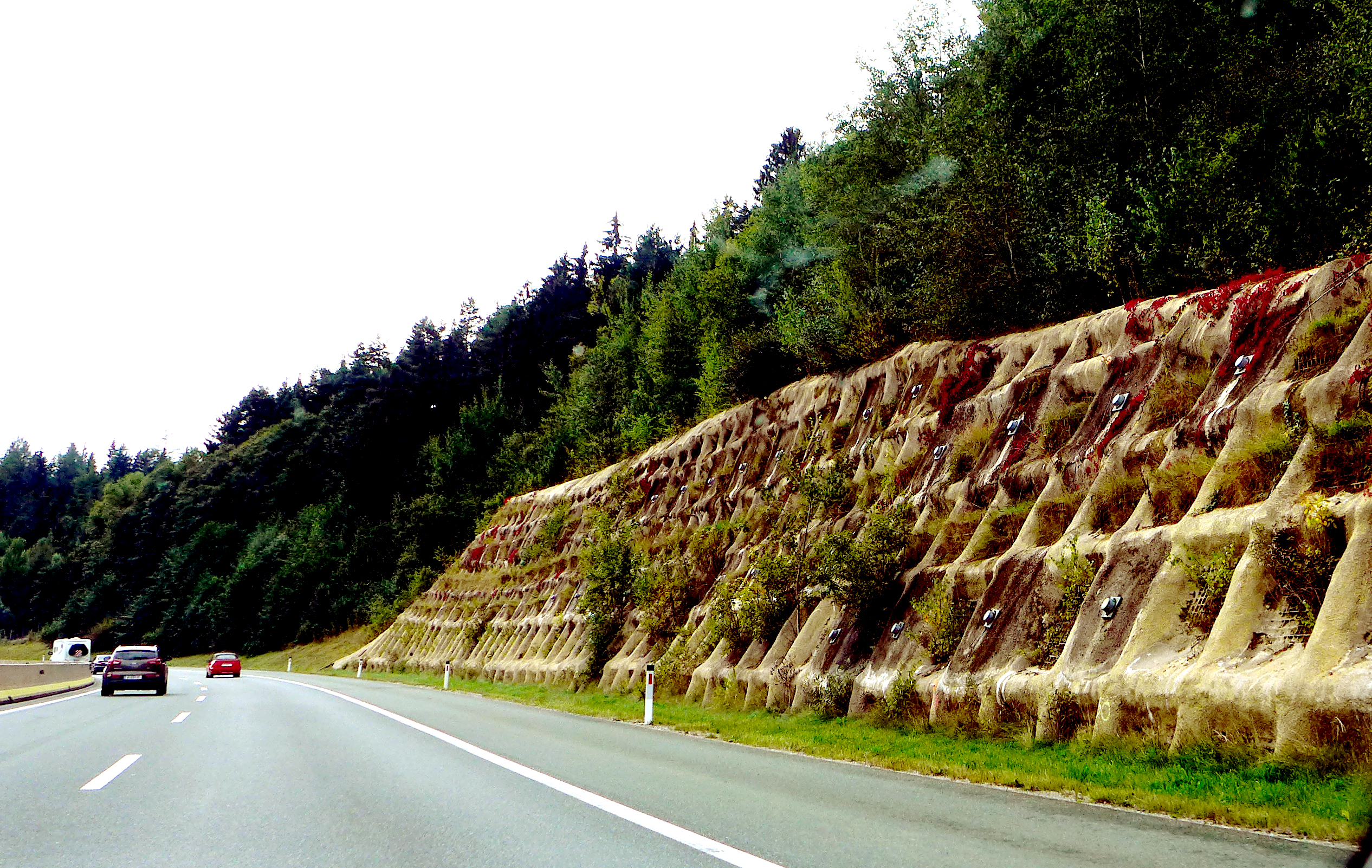
Sziklavédelem I. Modriach-nál (2015)

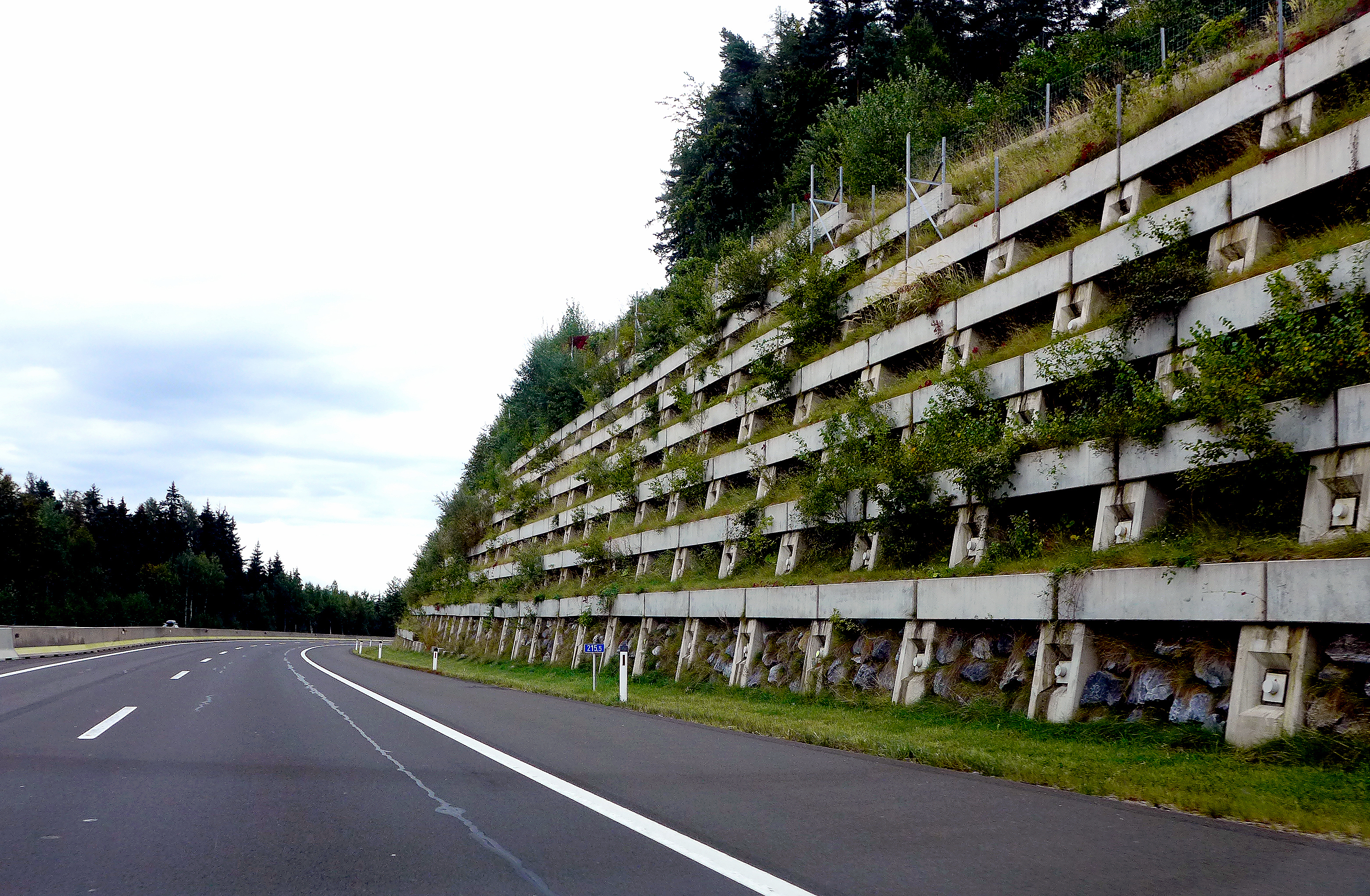
Sziklavédelem II. Modriach-nál (2015)

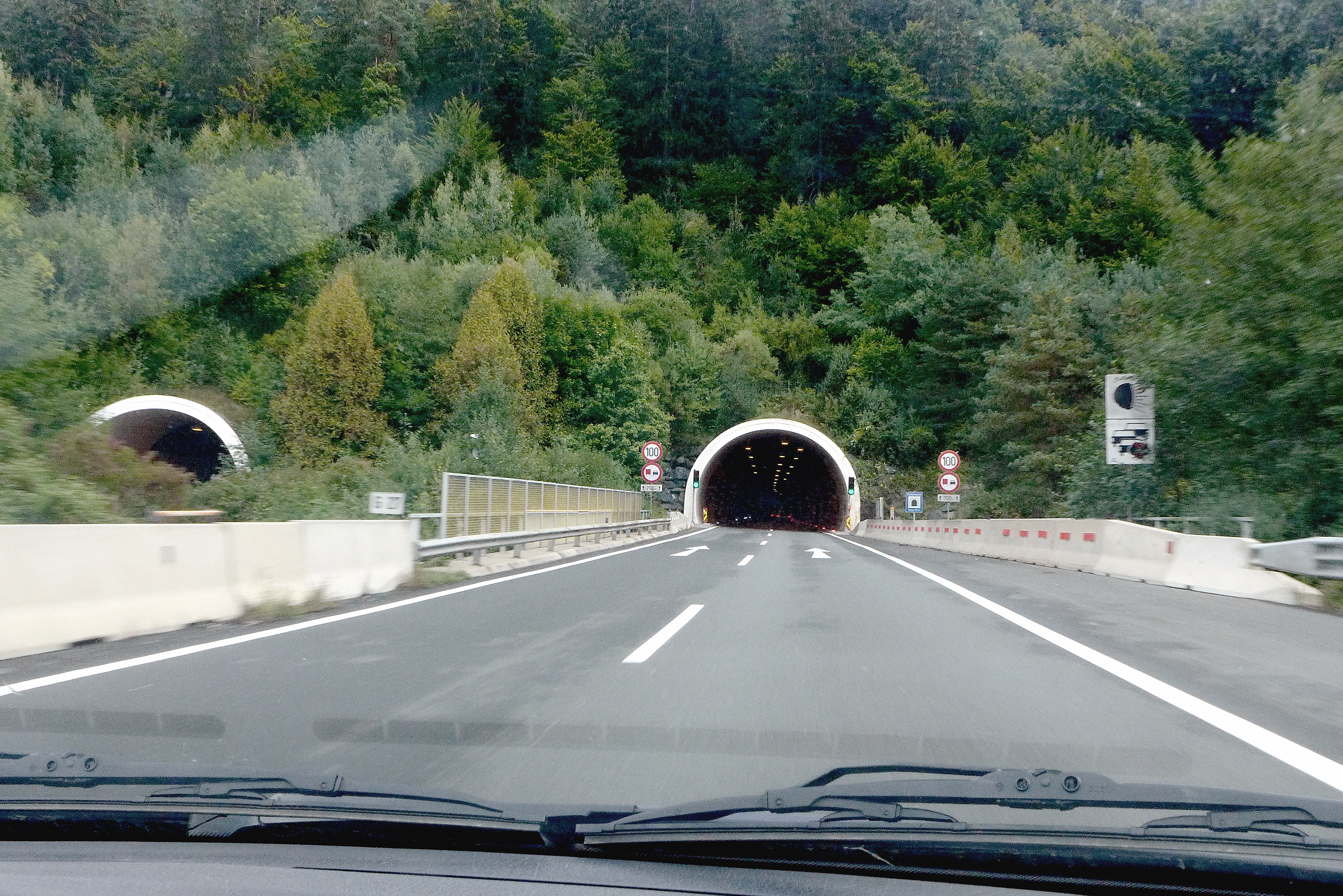
A Pack-hágó alagútja

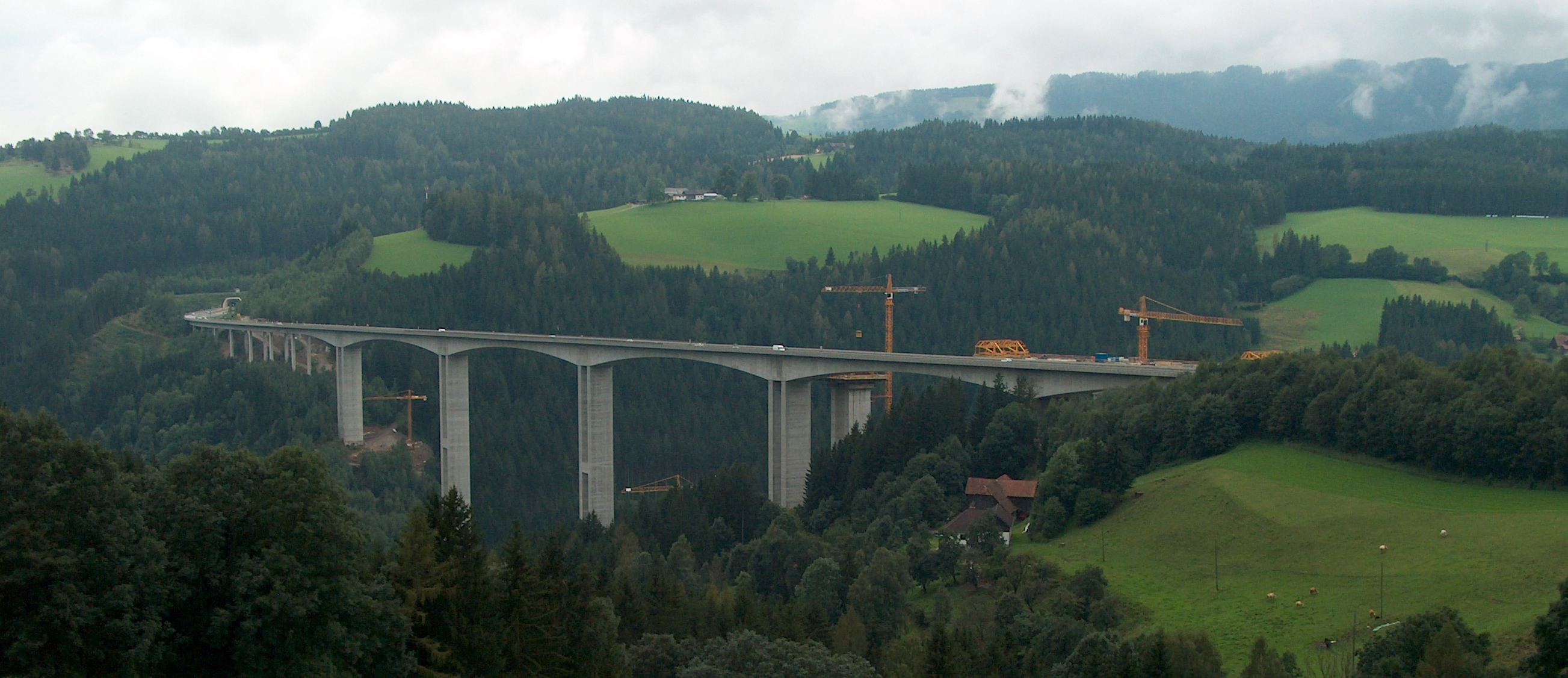
A Talübergang Lavant 2005 augusztusában

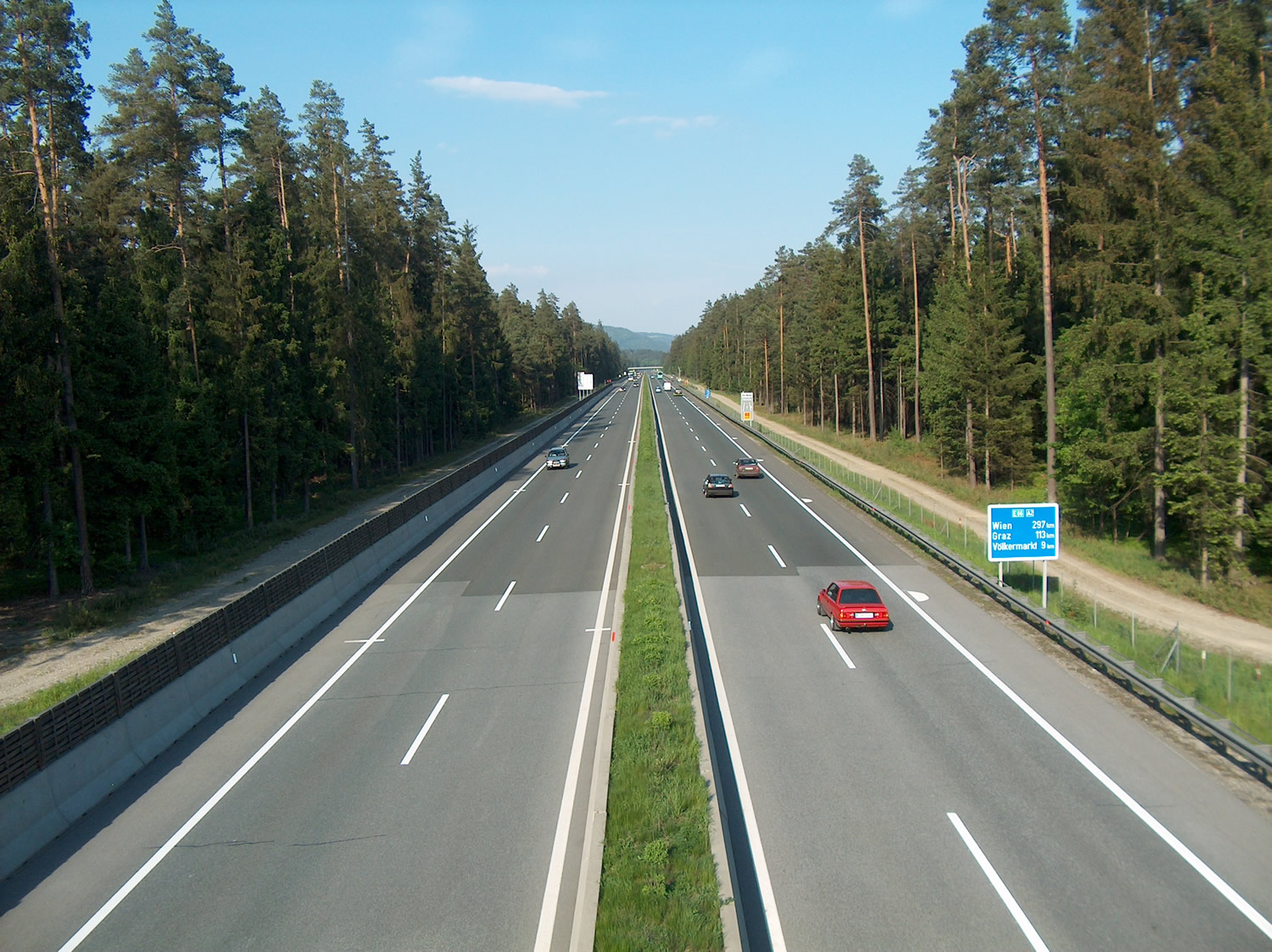
Az út nem messze Völkermarkt-Westtól

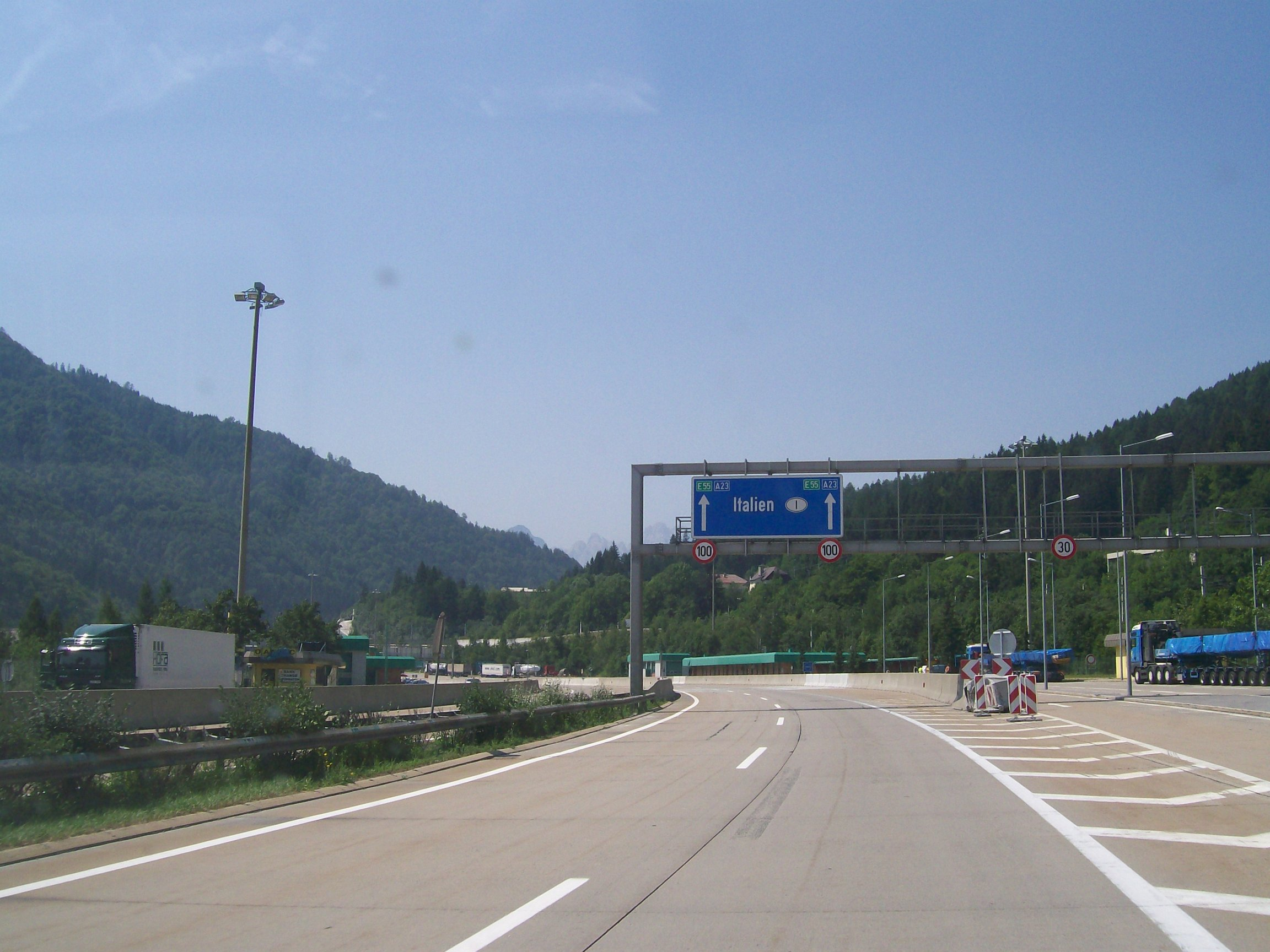
Az olasz határtól nem messze

A Harmadik Birodalom idején az A88-as és az A83-as birodalmi autópályaként tervezték Bécs–Villach között. Első szakaszát mégis csak 1959. május 6. és 1962. május 26. között építették meg Vösendorf–Leobersdorf viszonylatban. 1975-re elkészült a Bécs–Seebenstein szakasz. Stájerország első autópályájaként 1969. december 13-án megnyílt a Gleisdorf–Graz-Ost csomópont közötti korridor. Karintiában a következő évben avatták fel a Pörtschach és Villach közötti szakaszt, melynek szakaszos folytatása a Wörthersee-autópálya volt. 1999. november 25-én átadott Völkermarkt-West–Klagenfurt-Ost szakasszal elkészült a teljes nyomvonal.
A pálya kiépítettsége egyedül Ausztriában itt 2×4 sávos, a Bécs bevezető szakaszon az A3-astól az osztrák A23-as autópályáig. Háromsávos a Graz-Ost és Graz-West csomópont között mindkét pálya, a Graz-West és Gleisdorf, illetve Graz – Lieboch közötti szakasz is.

### Építése
A Wechsel és Gleisdorf közötti szakasz először gyorsforgalmi útként épült ki, elválasztás nélkül, „takarékos autópályaként”. A végleges kiépítéshez egy súlyos közlekedési baleset vezetett, amikor is a középső elválasztás mellett a teljes kiépítés is megtörtént.
A járműközlekedés folyamatos fenntartásának biztosítása mellett ugyancsak így épült ki a Pack-szakasz Mooskirchen és Modriach, illetve Bad Saint Leonhard és Wolfsberg viszonylatban. A teljes kiépítésre a fenti közlekedési-,  valamint terepnehézségek miatt 2007 novemberéig kellett várni.
A Pack-szakaszon a végleges autópálya kiépítést megelőzően több nyomvonal alternatíva is felmerült. A meglévő pályától (B70) eltérő nyomvonalon, a völgyben történő bécsi irányú pálya gondolatát a közlekedési problémák növekedése által történő sürgetése – a környezetvédők kompromisszumával két ütemben – új pályaszakaszon oldotta fel, így az első ütemben épült, üzemelő út mellé épült az új bal pálya.
A bécsi bevezető szakaszon az A3-as csatlakozásával azonos időben 2012-ig lazajlott a sztráda irányonként négy forgalmi sávosra történő kiépítése, melyet a jövőben Leobersdorfig folytatni kívánnak.
2008 decemberében az Eco Plus vállalkozás finanszírozásában új csomópontot adtak át, IZ NÖ (németül: Industriezentrums Niederösterreich-Süd) néven, mely a teherforgalom levezetését szolgálja. Új csomópont létesítése tervezett Völkermarkt-közép néven a B82-es főút (németül: Seeberg Straße) csatlakoztatására.

## Vonalvezetése

### Szakaszok
Az út vonalvezetzése Bécs–Bécsújhely–Graz–Klagenfurt–Villach irányban éri el az olasz határt, ahol is Arnoldstein/Tarvisiónál csatlakozik az olasz A23-as autópályára.

#### Bécs – Graz
Bécs déli részéről indul az autópálya, ahová becsatlakozik az S1-es gyorsforgalmi út és az A21-es autópálya, amely Bécs déli részén vezeti el a tranzitforgalmat. A Bécsi-medencén keresztül éri el Stájerország területét, majd Sinnersdorf és Lafnitztal közötti szakaszon Burgendlandban halad át. Ezt követően a Kelet-Stájer dombvidék haladva keresztezi a Rába és Mura folyókat és éri el Grazot.

#### Graz – Klagenfurt
Graz után az autópálya vonalvezetése Mooskirchen és Modriach között kanyargóssá válik, ugyanis a Packi-Alpokat elérve felmegy az út 1030 méteres magasságra ahol a 2 km hosszú Herzogberg-alagút után éri el az autópálya a Modriachi kijáratot. A Mitterbergbachi és Kacherkogel-alagutak után az út eléri a Pack-hágót. Ezt követően az autópálya vonalvezetése lejt, hiszen az út a Lavant folyó völgyében megy tovább és elhalad Wolfsberg és Völkermarkt települések mellett és elhalad a Klagenfurti-medencében Klagenfurt mellett.

#### Klagenfurt – Arnoldstein
Klagenfurtnál az autópálya  építésekor környezetvédelmi okokból álalagutakat is építettek. A várost elhagyva az autópálya a Wörthi-tó mellett halad, majd a Drávát keresztezve eléri Villachot, ahol az A10-es és az A11-es autópályával kereszteződik. Villach után az út vonalvezetése délnyugat fele folytatódik, az út elhalad a Gailtali-Alpok mellett és Arnoldsteinnál eléri az olasz-osztrák határt.

### Csomópontok
| 1. Inzersdorf (A23) 2. Vösendorf (A21 / S1) 3. Guntramsdorf (A3) 4. Bécsújhely (S4) 5. Seebenstein (S6) 6. Riegersdorf (S7, épülő) 7. Graz-Ost 8. Graz-West (A9) 9. Klagenfurt-Nord (S37) 10. Klagenfurt-West 11. Villach (A10 / A11) | Az A2-es fontosabb csomópontjai |

### Alagutak
| Név                                       | Kilométerszelvény | Hosszúság (m) | Átadás éve                               |
| ----------------------------------------- | ----------------- | ------------- | ---------------------------------------- |
| Herzogberg-alagút (Herzogbertunnel)       | 225               | 2.093         | 1982 (északi alagút), 2006 (déli alagút) |
| Kalcherkogel-alagút (Kalcherkogeltunnel)  | 232               | 1.993         | 1982                                     |
| Gräbern-alagút (Gräberntunnel)            | 248               | 2.148         | 1986                                     |
| Ehren-völgyi alagút (Ehrentalerbegtunnel) | 312               | 3.345         | 1986                                     |

## Érdekességek
- A legszebb autópálya szakaszok az Alpokon átvezető részek: Wechsel, Pack, Villacher Alpe és Wörthersee szakaszok.
- Burgenlandot is érinti az autópálya Felsőőrnél és Pinkafőnél. Felsőőrnél csatlakozik a B50-es főút (németül Burgenland Bundesstraße) az autópályára. A főút a Markt Allhau elágazótól autóútként épült ki. Szombathely minőségi autópálya bekötésére a B63-as főút (németül: Steinamnager Straße) a közelmúltban, több ütemben autóútként teljesen új nyomvonalon épült ki a volt határig, csatlakozva az új 89-es főúthoz.
- Környezeti hatásai miatt a Gleisdorf szakasz a legnagyobb vitát kiváltó pályarész. Itt kísérleti jellegű zajvédelem épült utólag ki,[2] viták kereszttüzében álló többszöri 100 és 110 km/h sebességkorlátozások elrendelésével és feloldásával.
- A magyarországi 8-as főúthoz történő csatlakozás a  138|Ilz, Fölöstöm (Fürstenfeld) (A-B|65|66) csatlakozón át érhető el.
- A Klagenfurt–Völkermarkt szakasz 1999-es kiépítése mérföldkő volt a környezetvédelem-és autópálya-építés során, minden települést elkerülő szakasz keretműtárggyal védett lett, azaz (ál)alagutakban vezetett pályát kapott.
- Olaszország felől autózva az A2-es autópálya egyenesen Klagenfurtba vezet, míg a Bécs felé haladóknak mellékirányként le kell térni a nyugati elágazásnál a pálya főirányáról. Ez részben Jörg Haider tartományi kormányzó hazafiságának köszönhető. Hasonló okból Bécsből kifelé tájékoztató zöld táblák jelzik Karintia felé az irányt.
- A schengeni egyezmény bevezetésével a volt olasz-osztrák határon a főpályáról minden épület elbontásra került, míg a régi busz-és kamionterminálok megmaradtak mindkét oldalon.
- Az A2-es autópályáról az A10-esre letérve Spittal és Paternion között kísérleti jelleggel „Tempo 160” km/h sebességhatár-emelés vizsgálati szakasz üzemel.
- Az Arnwiesen pihenő Hundertwasser stílusában épült.
- Az autópálya Mooskirchen és Modriach közötti szakasza hosszú ideig 2×1 sávos volt. Az 1990-es években megnövekedett forgalom miatt szükségessé vált a másik úttest megépítése is, így 2006 óta 2×2 sávos az út.

## Forgalmi adatok
Az autópálya hagyományosan Bécshez közeledve a legforgalmasabb, Olaszország irányába csökken, majd Graz-Westnél, illetve Villachnál növekszik meg ismét a forgalom.
| Kilométer | Mérőállomás                                   | Napi átlagos forgalom (személy- és tehergépjárművek) | 2016. augusztusi napi átlagos forgalom (személy- és tehergépjárművek) |
| --------- | --------------------------------------------- | ---------------------------------------------------- | --------------------------------------------------------------------- |
| 3,170     | Schönbrunner Allee                            | 79 497                                               | 159 322                                                               |
| 45,430    | Bécsújhely csomópont (Knoten Wiener Neustadt) | 72 186                                               | 85 080                                                                |
| 105,695   | Lipótfalva (Loipersdorf)                      | 30 958                                               | 42 052                                                                |
| 144,200   | Hochenegg                                     | 37 786                                               | 50 364                                                                |
| 186,626   | Graz-West csomopónt (Knoten Graz-West)        | 53 259                                               | 60 546                                                                |
| 242,170   | Gräbern-alagút (Gräberntunnel)                | 20 937                                               | 27 765                                                                |
| 283,583   | Völkermarkt                                   | 22 812                                               | 29 404                                                                |
| 321,115   | Klagenfurt-Nord (Klagenfurt-Nord)             | 29 507                                               | 39 001                                                                |
| 356,663   | Villach                                       | 30 703                                               | 43 931                                                                |
| 379,238   | Maglern                                       | 13 867                                               | 24 686                                                                |

## Fényképek

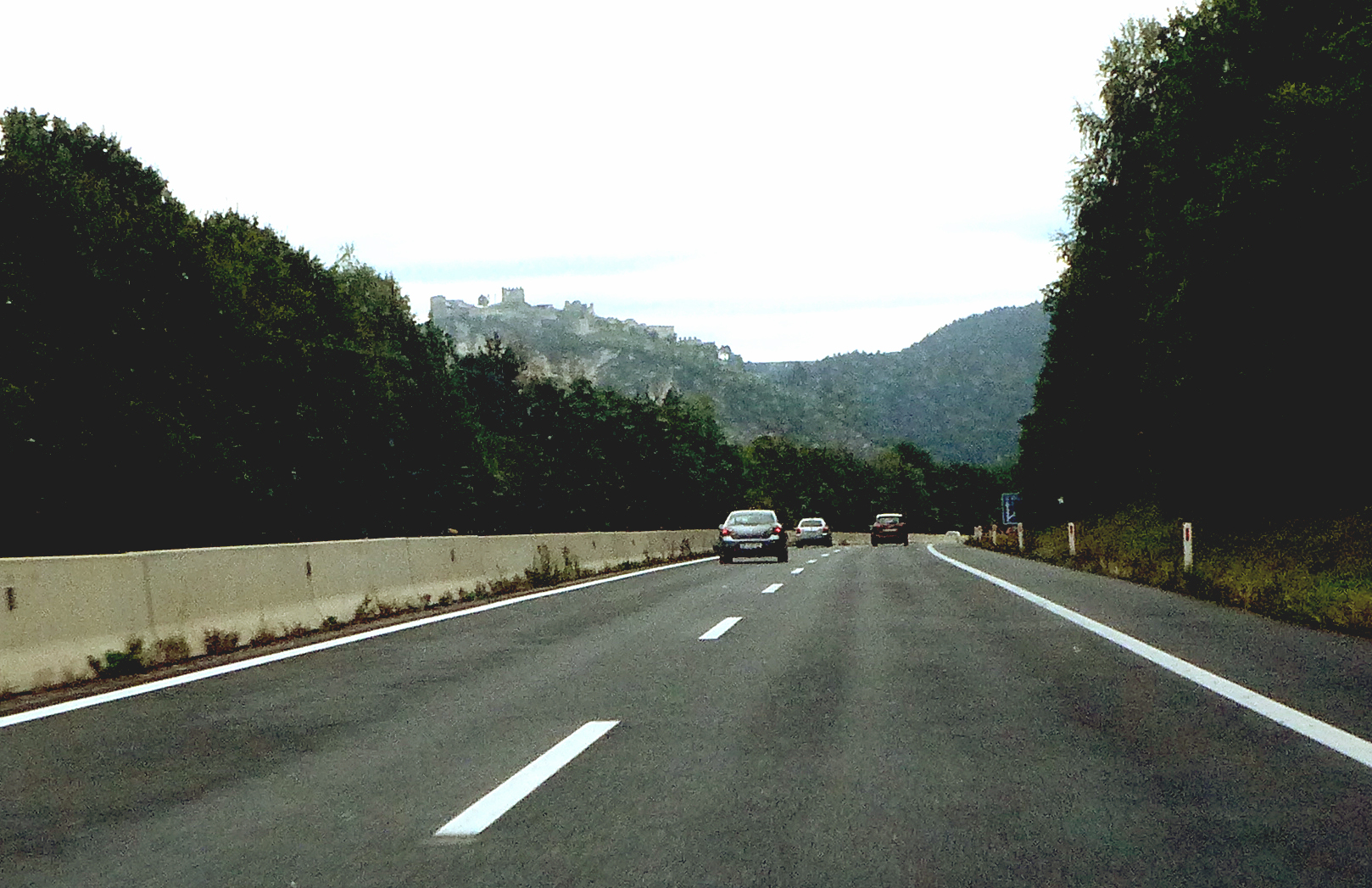
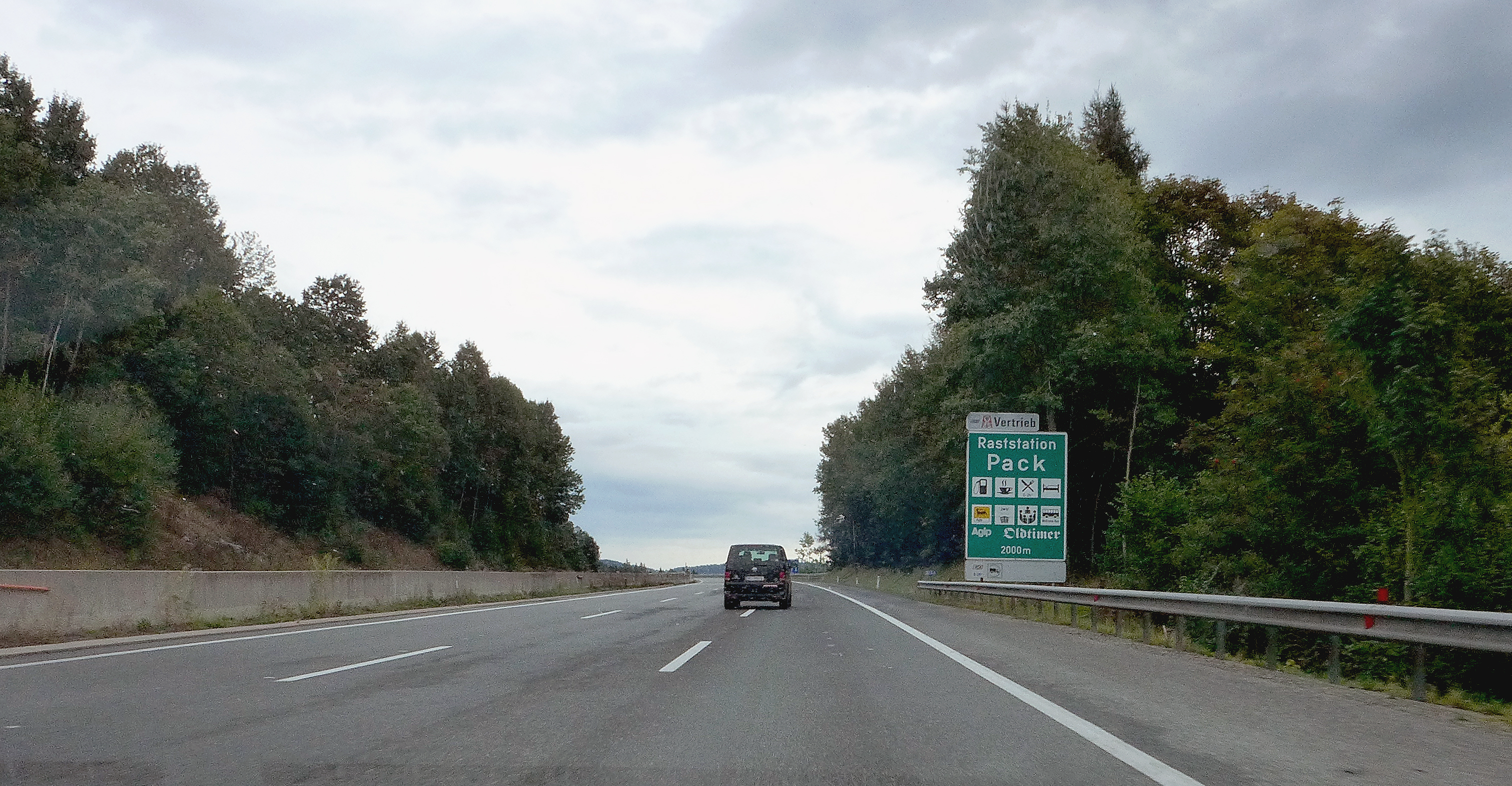

## Fordítás
Ez a szócikk részben vagy egészben a Süd Autobahn című német Wikipédia-szócikk fordításán alapul.  Az eredeti cikk szerkesztőit annak laptörténete sorolja fel. Ez a jelzés csupán a megfogalmazás eredetét és a szerzői jogokat jelzi, nem szolgál a cikkben szereplő információk forrásmegjelöléseként.